# Memecylon greenwayi
Memecylon greenwayi är en tvåhjärtbladig växtart som beskrevs av John Patrick Micklethwait Brenan. Memecylon greenwayi ingår i släktet Memecylon och familjen Melastomataceae. Inga underarter finns listade i Catalogue of Life.